# Gu Ruzhang
Gu Ruzhang 顾汝章 (cinese) (Funing, 1894 – Guiyang, 1952) è stato un insegnante cinese.
Gu Ruzhang (顾汝章, più conosciuto nella pronuncia Ku Yu-chang), soprannominato “Jinqiang Tiezhang Gu Ruzhang” (金枪铁掌顾汝章, Gu Ruzhang Lancia d'oro e Palmo di ferro).
Si è classificato tra i primi 15, nel primo Guokao dello Zhongyang Guoshu Guan.
È una delle Wu hu xia Jiangnan (五虎下江南, le 5 tigri che si recarono al sud).
Ha tramandato un sistema di arti marziali cinesi chiamato Bei Shaolin.

## Biografia
Gu Ruzhang nacque nel 1894 a Zhenghongzhen (正红镇) nella contea di Funing (阜宁), nel Jiangsu. Suo padre, Gu Lizi (顾利子) gestiva un servizio di scorta per uomini di affari (Biaoju, 鏢局) ed era un eccellente praticante di Tantui, che trasmise al figlio.
Quando Gu Ruzhang aveva 14 anni (1908), il padre venne colpito da un morbo e morì in poco tempo, prima di morire si raccomandò con il figlio di continuare la propria preparazione con Yan Yunqi (嚴蘊齊, che per qualche altra fonte si chiamava Yan Jiwen, 严继温), suo Xiongdi (fratello nelle arti marziali). Perciò, a 16 anni (1910), Gu Ruzhang si recò al villaggio fortificato della famiglia Yan, nella zona di Feicheng (肥城), in Shandong, dove seguì gli insegnamenti di Yan Yunqi . Qui apprese i 10 Taolu di base di quello che sarà il suo sistema (Bei Shaolin Men), Xiao Jinzhong, Tieshazhang e l'utilizzo delle armi.
Nel 1928 partecipa al primo Guokao (国考) dello Zhongyang Guoshu Guan (中央國術館), classificandosi tra i primi 15, nonostante l'assenza di regole che portò a dover evitare le finali, procedendo all'elezione dei vincitori. Nello stesso anno viene invitato ad assumere il ruolo di insegnante di arti marziali presso il Liang Guang Guoshu Guan (两广国术馆), divenendo così famoso, assieme ad altri quattro celebri maestri, come Wu hu xia Jiangnan (五虎下江 南). Nel 1929 fonda la Guangzhou Guoshu She (广州国术社, associazione dell'arte nazionale di Canton) di cui è il primo presidente.
Nel 1938, quando l'esercito giapponese occupò Canton, Gu Ruzhang entrò nell'esercito ed insegnò arti marziali all'interno delle accademie militari del Guangxi e del Guizhou.
Nel 1952, mentre si trova nella città di Guiyang (贵阳), nella provincia di Guizhou (贵州) muore a causa di una malattia. Qualcuno ipotizza sia stato ucciso dalle truppe comuniste perché considerato un nazionalista.

## Lignaggio
Quello che segue è un lignaggio dello "Shaolinquan" appreso da Gu Ruzhang:
- 1 朝元 和尚 (Chao Yuan Heshang)
- 2 甘鳳吃 (Gan Fengchi)
- 3 萬邦才 (Wan Bangcai)
- 4 嚴徳功 (Yan Degong)
- 5 嚴三省 (Yan Sanxing)
- 6 嚴機溫 (Yan Jiwen)
- 7 顧汝章 (Gù Rǔ Zhāng)

## Aneddoti
Nella città di Changsha venne affrontato pubblicamente da Liao Senyan, un ventenne, esperto di stili taoisti. Gu Ruzhang in pochi secondi lo proiettò fuori dal Leitai (ring).
Nel 1931, a Canton c'era un russo che si divertiva a seminare il terrore nelle strade dei quartieri poveri, lanciando il suo cavallo al galoppo. Gu, irritato dai numerosi incidenti provocati dal cavallo, decise di farsi trovare sul suo cammino. Dopo aver schivato gli zoccoli del cavallo, contrattaccando con la sua famosa Tieshazhang ed abbattendo con un solo colpo l'animale sotto gli occhi increduli del suo padrone.
Si racconta che, sempre a Canton, il maestro di Cailifo, Tan San (谭三), mandò a sfidare Gu un suo discepolo peso massimo (si narra di 100 kg) che Gu Ruzhang batté facilmente. Qualche giorno più tardi Gu venne attaccato da 5 allievi di Tan, sconfiggendo anch'essi. Se anche l'episodio è avvolto di un'aura leggendaria, Gu Ruzhang e Tan San furono legati da una forte e sincera amicizia e si scambiarono conoscenze.

## Altri apprendimenti
Gu Ruzhang, come moltissimi maestri della sua epoca, non si chiuse nelle conoscenze trasmessegli da Yan Yunqi, ma arricchì le proprie conoscenze con i grandi maestri dell'epoca che ebbe l'opportunità di conoscere e frequentare.
- Da Li Jinglin apprese la Wudangjian.
- Con Sun Lutang ebbe modo di studiare Baguazhang e Xingyiquan.
- Da Yu Zhensheng apprese il Chaquan.

## Allievi
Questi sono alcuni dei discepoli di Gu Ruzhang:
- Yan Shangwu (嚴尚武, Yim Sheung Mo); Long Zijiang (龍子祥, Lung Chi Cheung); Lai Ganqing (賴幹清); Zhou Shenzhi (周慎之); Hu Xianglin (胡香林); Tang Qixian (唐啟賢); Hu Shaobao (胡少葆); Pan Zhu (潘珠); Li Yaoshan (李堯山); Chen Nianbai (陳年柏); Zheng Baili (鄭百里); Xie Chongsheng (謝重生); Ping De'an (馮德安); Song Yuwen (宋郁文); Chen Xianmin (陳咸民); Chen Xiantong (陳咸通); ecc., senza dimenticare i figli di Gu Ruzhang, Gu Naixi (顧乃熹) e Gu Naixian (顧乃嫻).

Long Zijiang (Lung Chi Cheung) ha trasmesso lo stile a suo figlio Lung Kai Ming, che nel 1969 ad Hong Kong ha fondato a nome del padre la Hong Kong Chinese Martial Arts Association, successivamente (2006) rinominata Hong Kong Chinese Martial Arts Dragon And Lion Dance Association.